# Dolné Dubové

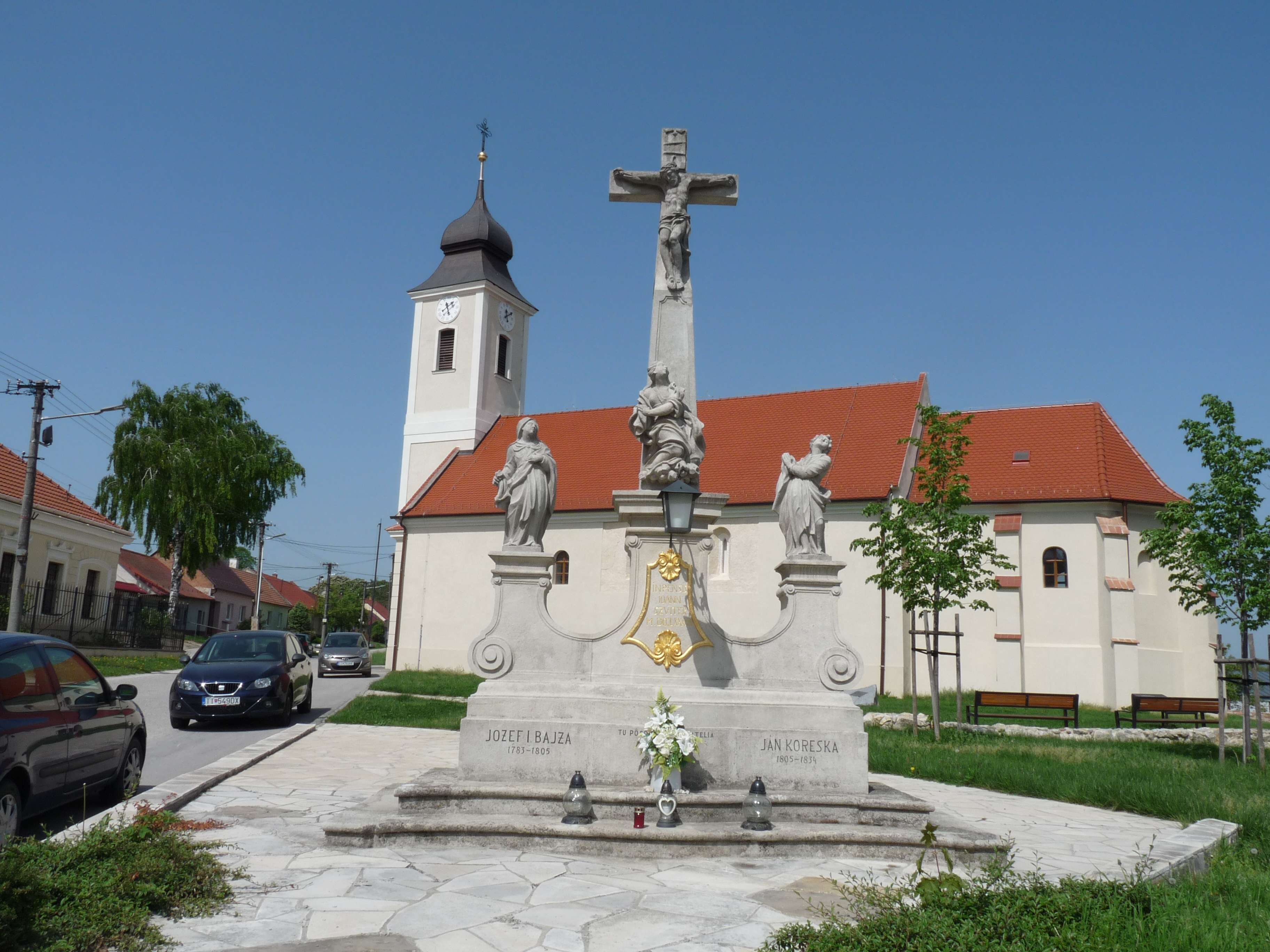
Dolné Dubové

Dolné Dubové (Hongaars: Alsódombó) is een Slowaakse gemeente in de regio Trnava, en maakt deel uit van het district Trnava.
Dolné Dubové telt 637 inwoners.